# 加查斯內克區
加查斯內克區（英語：Qacha's Nek District）是萊索托東南部的一個區。面積2,349平方公里。根據2006年人口普查統計，人口為71,756人。首府加查斯內克。